# Morus macroura
Espèce
Morus macroura est une espèce de plantes dicotylédones de la famille des Moraceae, originaire d'Asie. Ce sont des arbres monoïques, de taille moyenne, à feuilles caduques.

## Taxinomie

### Synonymes
Selon The Plant List (30 juin 2019) :
- Morus alba var. laevigata Wall. ex Bureau
- Morus laevigata Wall. ex Brandis
- Morus macroura var. mawu (Koidz.) C.Y. Wu & Z.Y. Cao
- Morus wallichiana Koidz.

### Liste des variétés
Selon Tropicos (30 juin 2019) (Attention liste brute contenant possiblement des synonymes) :
- Morus macroura var. laxiflora
- Morus macroura var. macroura
- Morus macroura var. mawu (Koidz.) C.Y. Wu & Z.Y. Cao